# 普蘭菲爾德村 (康乃狄克州)
普蘭菲爾德村（英語：Plainfield Village）是位於美國康乃狄克州溫德姆縣的一個村落。該地的面積和人口皆未知。

## 地理
普蘭菲爾德村的座標為41°42′02″N 71°53′40″W / 41.70056°N 71.89444°W，而該地的平均海拔高度為122米（即400英尺）。